# Sergio Porrini
Sergio Porrini, né le 8 novembre 1968 à Milan (Italie), est un footballeur Italien, qui évoluait au poste de défenseur. Au cours de sa carrière il évolue à l'Atalanta Bergame, à la Juventus, au Glasgow Rangers et à Alessandria ainsi qu'en équipe d'Italie.
Porrini ne marque aucun but lors de ses deux sélections avec l'équipe d'Italie en 1993. 

## Biographie
Il était surnommé Inox.

## Carrière
- 1988-1989 : Milan AC  Italie
- 1989-1994 : Atalanta Bergame  Italie
- 1994-1997 : Juventus  Italie
- 1997-2002 : Glasgow Rangers  Écosse
- 2001-2002 : Alessandria Calcio  Italie[2]

## Palmarès

### En équipe nationale
- 2 sélections et 0 but avec l'équipe d'Italie en 1993.

### Avec la Juventus
- Vainqueur de la Ligue des champions en 1996.
- Vainqueur de la Coupe intercontinentale en 1996.
- Vainqueur de la Supercoupe en 1996.
- Vainqueur du Championnat d'Italie en 1995 et 1997.
- Vainqueur de la Coupe d'Italie en 1995.

### Avec les Glasgow Rangers
- Vainqueur du Championnat d'Écosse en 1999 et 2000.
- Vainqueur de la Coupe d'Écosse en 1998 et 2000.
- Vainqueur de la Coupe de la Ligue en 1998.